# تیم بوان
تیم بوان (انگلیسی: Tim Bevan؛ زادهٔ ۱۹۵۸) تهیه‌کننده اهل بریتانیا است.
وی تهیه‌کننده فیلم‌هایی همچون بی‌نوایان، نظریه همه‌چیز، اورست و درود بر سزار! بوده‌است. بوان برنده جایزه بفتای بهترین فیلم در بخش بهترین فیلم بریتانیا ۲۰۱۵ برای فیلم نظریه همه‌چیز و برنده جایزه گلدن گلوب بهترین فیلم موزیکال یا کمدی ۲۰۱۲ برای فیلم بی‌نوایان شده‌است.